# Leptolalax tamdil
Leptolalax tamdil es una especie de anfibio anuro de la familia Megophryidae.

## Distribución geográfica
Esta especie es endémica del estado de Mizoram en el noreste de la India. Se encuentra a unos 745 m de altitud.

## Etimología
Esta especie lleva su nombre en referencia al lugar de su descubrimiento, Tamdil.

## Publicación original
- Sengupta, Sailo, Lalremsanga, Das & Das, 2010 : A new species of Leptolalax (Anura: Megophryidae) from Mizoram, north-eastern India. Zootaxa, n.º 2406, p. 57-68.[2]